# Puerto deportivo de la Colonia de San Jorge
El Puerto de la Colonia San Jorge, también llamado "Puerto de Campos" (en catalán Port de sa Colònia de Sant Jordi), es un puerto pesquero y deportivo situado en la localidad española de la Colonia de San Jorge, municipio de Las Salinas, en el sureste de Mallorca. Administrativamente está adscrito al Gobierno de las Islas Baleares.

## Historia
Tiene una gran tradición de actividad portuaria que se remonta a la antigüedad, habiéndose encontrado restos de ánforas que así lo atestiguan. Esta consideración de puerto natural ha dado lugar, incluso, al nombre del municipio del cual dependió el paraje que se llama “Campos del Puerto”.
Con independencia de esta actividad pesquera y náutico-recreativa, constituye el punto de unión del tráfico de pasajeros con la isla de Cabrera, cuyo puerto se encuentra a unas diez millas de navegación.
A pesar de esta larga tradición portuaria, con noticias de flotas que fondean en él con ocasión de campañas de los siglos XVI y XVII, solo se utilizaron las condiciones naturales del puerto hasta bien entrado el siglo XX; es en 1947 cuando, a petición de los pescadores, se inician las primeras obras con la construcción del embarcadero destinado al tráfico pesquero ubicado en el islote del Frares y a su redoso; se siguen luego las obras con el puente que unió dicha isla con tierra firme sobre la restinga existente y algunas acciones posteriores tanto en el espigón como en el varadero y el pantalán, se producen sin interrupción hasta 1958.
En 1966 ya se encuentran construidos y ampliados los edificios para los servicios pesqueros así como las infraestructuras, pero no es hasta 1973 cuando el puerto adopta una configuración similar a la actual. Las obras e instalaciones iniciales de este puerto, desde 1947, tuvieron la consideración de interés local y fue en 1961 cuando el puerto se incluyó en la clasificación como de refugio, momento en el que pasó a depender del Estado.

## Accesibilidad
El puerto de la Colonia de San Jorge pertenece al municipio de Las Salinas. Una vez que se llega a Campos, es necesario coger la carretera MA-6040 que va a la Colonia de San Jorge y que sale de la MA-19 que va en dirección a Santañí. Transcurridos unos ocho kilómetros se llega a una rotonda que conecta dicha carretera con la MA-6100 y sirve de entrada a la población.
Una vez dentro de la Colonia de San Jorge, se coge la Avenida del Marqués del Palmer y se gira a la izquierda por la Calle de Dofi que desemboca en el puerto.

## Relación puerto-entorno
La distancia de navegación entre el puerto de Colonia de San Jorge y el Club Náutico de La Rápita es aproximadamente de 4,2 millas y la costa tiene diferente naturaleza según el paraje, alternando las zonas rocosas con las arenosas. Dominan las bajas alturas salvo en las inmediaciones del puerto de la Colonia de San Jorge en que se alcanzan bajos acantilados rocosos.
Adosado al dique de La Rápita, se inicia la excelente playa del arenal de la Rápita, de 1.375 m de longitud que termina en una ribera rocosa donde se levanta el antiguo caserío de segunda residencia de Las Covetas, al que sigue el paraje de El Trench, cuyo arenal de unos 3,6 km de longitud es, hoy en día, muy visitado; con unas puntuales intrusiones rocosas, este arenal termina en El Coto, donde se inicia la zona urbana de la Colonia de San Jorge que ocupa toda la recortada ribera rocosa hasta el puerto.
La totalidad de la ribera, salvo en los bajos acantilados que preceden al puerto de la Colonia de San Jorge, es accesible desde el mar; por tierra, es generalmente abordable peatonalmente, pero tiene grandes limitaciones para el acceso por medio de vehículos, que solo pueden acceder en las inmediaciones del puerto de La Rápita, en el núcleo de Las Covetas y ya, al final de la playa del Trench, en el núcleo urbano de la Colonia de San Jorge; existe un sendero para acceder desde tierra adentro hasta la playa del Trench desde las salinas del Salobrar de Campos.
La totalidad del tramo, salvo los núcleos urbanizados de Las Covetas y de la Colonia de San Jorge, se halla en el “Área natural El Trench-Salobrar de Campos” incluyendo el mar litoral, siendo paradigmáticas las dunas y los pinares de la Barrala.
Se encuentran lugares recomendados para vistas panorámicas en la Punta de’n Ferrer de las Covetas, en na Devertida, mediada la playa del Trench, en es Pererons Grans y en el muelle del Coto frente al Estany, ya en el extremo de la playa del Trench, en la Punta del Coto o de sa Creueta, ya en la Colonia de San Jorge, y en la punta frente al islote de Na Cabot y Puente Alta, ya próximos al puerto de la Colonia. 
Los fondos próximos a las playas en la ribera son generalmente arenosos y con abundantes algas del género Posidonia; frente a la playa de La Rápita y a las riberas rocosas de Las Covetas y, en menor medida, de la Colonia de San Jorge se encuentran fondos de algas.
El mar litoral, salvado el escollo de na Tirapel frente a la playa del Trench y algunos bajos muy próximos a la propia línea de agua, es generalmente limpia, si bien muy recortada en el tramo de la Colonia; se encuentran diversos islotes fácilmente distinguibles, como son la isla  Gavina, sa Llava y ya en los finales de la playa del Trench, y frente a la costa rocosa de la propia Colonia, los islotes de Na Llarga, Na Cabot y Na Corberana. Lugares propios para el fondeo son los situados frente al arenal de La Rápita, en las inmediaciones del dique de abrigo del puerto, frente a la playa del Trench, en la pequeña ensenada de es Pererons Grans, con cierto abrigo proporcionado por la isla Gavina y la Raconada de s'Estany, frente al Coto, con algún abrigo que le proporcionan los islotes de Na Llarga y de sa Llava al propio tiempo que la propia configuración del litoral.
El paraje ofrece gran interés desde el punto de vista ecológico, pues contiene las grandes playas vírgenes que se conservan en la isla de Mallorca, con las clásicas secuencias de dunas y pinares; aunque recientemente es apreciable una progresiva degradación de sus varios ecosistemas.
En el paraje de El Coto, frente a los estanques de las salinas, se encuentra el espigón embarcadero de este nombre que es una instalación afecta a Puertos de las Islas Baleares la cual desempeñó antiguamente una función importante en la carga de la sal producida en dichos estanques hasta que esta operación se trasladó al paraje de Punta Puntassa en las inmediaciones del puerto, es de muy antigua y desconocida factura, aunque incluida en la relación de la CAPG de 1967 y tiene un calado de 150 cm.
La única baliza que se encuentra en este tramo, con independencia del balizamiento de los morros de los diques de los puertos de La Rápita y de la Colonia de San Jorge, es la ubicada en Punta Puntassa, en el propio embarcadero de la sal, próxima al puerto de la Colonia de San Jorge.